# Sanjar Zokirov
Sanjar Zokirov (6 de enero de 1983) es un deportista uzbeko que compitió en judo. Ganó una medalla de plata en el Campeonato Asiático de Judo de 2003 en la categoría de –60 kg.

## Palmarés internacional
| Campeonato Asiático | Campeonato Asiático  | Campeonato Asiático | Campeonato Asiático |
| Año                 | Lugar                | Medalla             | Categoría           |
| ------------------- | -------------------- | ------------------- | ------------------- |
| 2003                | Jeju (Corea del Sur) | Medalla de plata    | –60 kg              |